# Антоново (Белозерский район)
Антоново — деревня в Белозерском районе Вологодской области.
Входит в состав Гулинского сельского поселения, с точки зрения административно-территориального деления — в Гулинский сельсовет.
Расположена на берегу Азатского озера. Расстояние по автодороге до районного центра Белозерска составляет 30 км, до центра муниципального образования деревни Никоновская — 21 км. Ближайшие населённые пункты — Горка-1, Остров, Яковлево.
Население по данным переписи 2002 года — 5 человек.